# Saint-Berain-sous-Sanvignes
Pour les articles homonymes, voir Saint-Bérain (homonymie).
Saint-Berain-sous-Sanvignes (prononcer [sɛ̃ beʁɛn su sɑ̃viɲ], Saint-Bérain) est une commune française située dans le département de Saône-et-Loire, en région Bourgogne-Franche-Comté.

## Géographie
La commune se trouve à la limite entre le bassin minier de Montceau-les-Mines et les premiers contreforts du Morvan avec les hauteurs d'Uchon. Ainsi, la partie la plus urbanisée de la commune, le Bois-du-Verne, est-il partagé avec la commune de Montceau-les-Mines.

### Climat
Pour des articles plus généraux, voir Climat de la Bourgogne-Franche-Comté et Climat de Saône-et-Loire.
En 2010, le climat de la commune est de type climat océanique dégradé des plaines du Centre et du Nord, selon une étude du Centre national de la recherche scientifique s'appuyant sur une série de données couvrant la période 1971-2000. En 2020, Météo-France publie une typologie des climats de la France métropolitaine dans laquelle la commune est exposée à un climat océanique altéré et est dans la région climatique Centre et contreforts nord du Massif Central, caractérisée par un air sec en été et un bon ensoleillement.
Pour la période 1971-2000, la température annuelle moyenne est de 10,5 °C, avec une amplitude thermique annuelle de 16,9 °C. Le cumul annuel moyen de précipitations est de 898 mm, avec 11,7 jours de précipitations en janvier et 7,3 jours en juillet. Pour la période 1991-2020, la température moyenne annuelle observée sur la station météorologique de Météo-France la plus proche, « Saint-Symphorien de Marmagne », sur la commune de Saint-Symphorien-de-Marmagne à 15 km à vol d'oiseau, est de 11,1 °C et le cumul annuel moyen de précipitations est de 974,4 mm. 
La température maximale relevée sur cette station est de 42 °C, atteinte le 18 juillet 1964 ; la température minimale est de −22 °C, atteinte le 16 janvier 1985,,.
Les paramètres climatiques de la commune ont été estimés pour le milieu du siècle (2041-2070) selon différents scénarios d'émission de gaz à effet de serre à partir des nouvelles projections climatiques de référence DRIAS-2020. Ils sont consultables sur un site dédié publié par Météo-France en novembre 2022.

## Urbanisme

### Typologie
Au 1er janvier 2024, Saint-Berain-sous-Sanvignes est catégorisée commune rurale à habitat dispersé, selon la nouvelle grille communale de densité à sept niveaux définie par l'Insee en 2022.
Elle est située hors unité urbaine. Par ailleurs la commune fait partie de l'aire d'attraction de Montceau-les-Mines, dont elle est une commune de la couronne,. Cette aire, qui regroupe 22 communes, est catégorisée dans les aires de 50 000 à moins de 200 000 habitants,.

### Occupation des sols
L'occupation des sols de la commune, telle qu'elle ressort de la base de données européenne d’occupation biophysique des sols Corine Land Cover (CLC), est marquée par l'importance des territoires agricoles (81,5 % en 2018), en diminution par rapport à 1990 (82,5 %). La répartition détaillée en 2018 est la suivante : prairies (67,3 %), forêts (16 %), zones agricoles hétérogènes (11 %), terres arables (3,2 %), zones urbanisées (2,2 %), eaux continentales (0,3 %). L'évolution de l’occupation des sols de la commune et de ses infrastructures peut être observée sur les différentes représentations cartographiques du territoire : la carte de Cassini (XVIIIe siècle), la carte d'état-major (1820-1866) et les cartes ou photos aériennes de l'IGN pour la période actuelle (1950 à aujourd'hui).

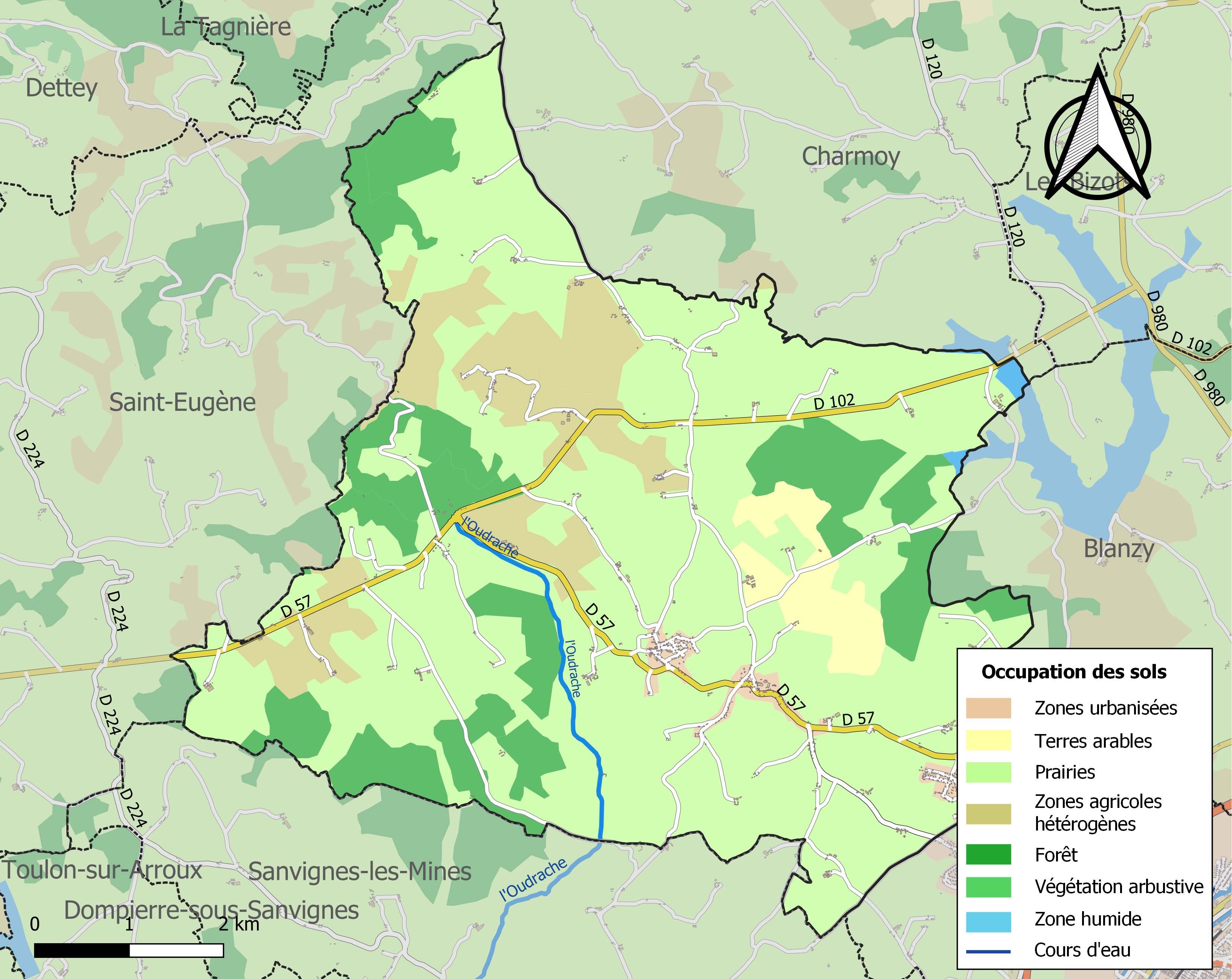
Carte des infrastructures et de l'occupation des sols de la commune en 2018 (CLC).

## Histoire
1877 : construction de la mairie-école de garçons, d'après des plans dressés par l'architecte Jean-Baptiste Léger.

## Politique et administration
| Période                                  | Période  | Identité     | Étiquette | Qualité     |
| ---------------------------------------- | -------- | ------------ | --------- | ----------- |
| mars 2001                                | en cours | Noël Valette | SE        | Agriculteur |
| Les données manquantes sont à compléter. |          |              |           |             |

## Démographie
L'évolution du nombre d'habitants est connue à travers les recensements de la population effectués dans la commune depuis 1793. Pour les communes de moins de 10 000 habitants, une enquête de recensement portant sur toute la population est réalisée tous les cinq ans, les populations de référence des années intermédiaires étant quant à elles estimées par interpolation ou extrapolation. Pour la commune, le premier recensement exhaustif entrant dans le cadre du nouveau dispositif a été réalisé en 2004.

En 2022, la commune comptait 1 106 habitants, en évolution de +0,82 % par rapport à 2016 (Saône-et-Loire : −1,06 %, France hors Mayotte : +2,11 %).
| 1793  | 1800  | 1806 | 1821  | 1831  | 1836  | 1841  | 1846  | 1851 |
| ----- | ----- | ---- | ----- | ----- | ----- | ----- | ----- | ---- |
| 1 040 | 1 088 | 946  | 1 168 | 1 148 | 1 067 | 1 133 | 1 200 | 994  |

| 1856 | 1861 | 1866 | 1872 | 1876  | 1881  | 1886  | 1891  | 1896  |
| ---- | ---- | ---- | ---- | ----- | ----- | ----- | ----- | ----- |
| 947  | 918  | 903  | 973  | 1 029 | 1 032 | 1 115 | 1 077 | 1 088 |

| 1901  | 1906  | 1911  | 1921 | 1926 | 1931  | 1936 | 1946 | 1954 |
| ----- | ----- | ----- | ---- | ---- | ----- | ---- | ---- | ---- |
| 1 069 | 1 079 | 1 087 | 975  | 987  | 1 004 | 995  | 916  | 876  |

| 1962 | 1968 | 1975 | 1982 | 1990 | 1999 | 2004  | 2006  | 2009  |
| ---- | ---- | ---- | ---- | ---- | ---- | ----- | ----- | ----- |
| 929  | 978  | 910  | 932  | 945  | 980  | 1 017 | 1 025 | 1 033 |

| 2014  | 2019  | 2022  | - | - | - | - | - | - |
| ----- | ----- | ----- | - | - | - | - | - | - |
| 1 085 | 1 084 | 1 106 | - | - | - | - | - | - |

## Culture locale et patrimoine

### Lieux et monuments
- L'église, placée sous le vocable de saint Bénigne. Son clocher carré néo-roman, se dressant au-dessus de la croisée, à un étage de baies géminées en plein cintre à abat-son, a été refait d'après des plans de l'architecte diocésain Jean Goichot en 1879. Une flèche en ardoise le couronne. La nef est épaulée par des contreforts latéraux et par des contreforts diagonaux sur angles de la façade. La façade est flanquée, à gauche, d'un corps en saillie où s'appuie un auvent protégeant la porte au linteau cintré. On y accède par un escalier de neuf marches[18].
- Au nord-ouest du bourg : calvaire routier de granit gris du XVIe siècle, avec le Christ sur la face sud et, au revers, Notre-Dame à l'Enfant.